# Spalgis lemolea
Spalgis lemolea är en fjärilsart som beskrevs av Druce 1890. Spalgis lemolea ingår i släktet Spalgis och familjen juvelvingar. Inga underarter finns listade i Catalogue of Life.